# Saint-Pey-de-Castets
Pour les articles homonymes, voir Castets.
Saint-Pey-de-Castets est une commune du Sud-Ouest de la France, située dans le département de la Gironde, en région Nouvelle-Aquitaine.

## Géographie

### Communes limitrophes
Les communes limitrophes en sont Saint-Magne-de-Castillon  au nord, sur la rive droite (nord) de la Dordogne, Mouliets-et-Villemartin au nord-est, Pujols au sud-est, Bossugan au sud, Mérignas au sud-ouest, Sainte-Florence à l'ouest et Civrac-sur-Dordogne au nord-ouest.
| Civrac-sur-Dordogne | Saint-Magne-de-Castillon | Mouliets-et-Villemartin |
| Sainte-Florence     | Saint-Pey-de-Castets     |                         |
| Mérignas            | Bossugan                 | Pujols                  |

### Climat
Pour des articles plus généraux, voir Climat de la Nouvelle-Aquitaine et Climat de la Gironde.
Historiquement, la commune est exposée à un climat océanique aquitain.  
En 2020, Météo-France publie une typologie des climats de la France métropolitaine dans laquelle la commune est exposée à un climat océanique et est dans la région climatique  Aquitaine, Gascogne, caractérisée par une pluviométrie abondante au printemps, modérée en automne, un faible ensoleillement au printemps, un été chaud (19,5 °C), des vents faibles, des brouillards fréquents en automne et en hiver et des orages fréquents en été (15 à 20 jours).
Pour la période 1971-2000, la température annuelle moyenne est de 12,6 °C, avec une amplitude thermique annuelle de 14,5 °C. Le cumul annuel moyen de précipitations est de 814 mm, avec 12,5 jours de précipitations en janvier et 6,7 jours en juillet. Pour la période 1991-2020, la température moyenne annuelle observée sur la station météorologique la plus proche, située sur la commune de Saint-Émilion à 11,42 km à vol d'oiseau, est de 13,9 °C et le cumul annuel moyen de précipitations est de 798,1 mm,. Pour l'avenir, les paramètres climatiques de la commune estimés pour 2050 selon différents scénarios d’émission de gaz à effet de serre sont consultables sur un site dédié publié par Météo-France en novembre 2022.

### Milieux naturels et biodiversité

#### Natura 2000
La Dordogne est un site du réseau Natura 2000 limité aux départements de la Dordogne et de la Gironde, et qui concerne les 104 communes riveraines de la Dordogne, dont Saint-Pey-de-Castets,. Seize espèces animales et une espèce végétale inscrites à l'annexe II de la directive 92/43/CEE de l'Union européenne y ont été répertoriées.

#### ZNIEFF
Saint-Pey-de-Castets fait partie des 102 communes concernées par la zone naturelle d'intérêt écologique, faunistique et floristique (ZNIEFF) de type II « La Dordogne »,, dans laquelle ont été répertoriées huit espèces animales déterminantes et cinquante-sept espèces végétales déterminantes, ainsi que quarante-trois autres espèces animales et trente-neuf autres espèces végétales.

## Urbanisme

### Typologie
Au 1er janvier 2024, Saint-Pey-de-Castets est catégorisée commune rurale à habitat dispersé, selon la nouvelle grille communale de densité à sept niveaux définie par l'Insee en 2022.
Elle est située hors unité urbaine et hors attraction des villes,.

### Occupation des sols

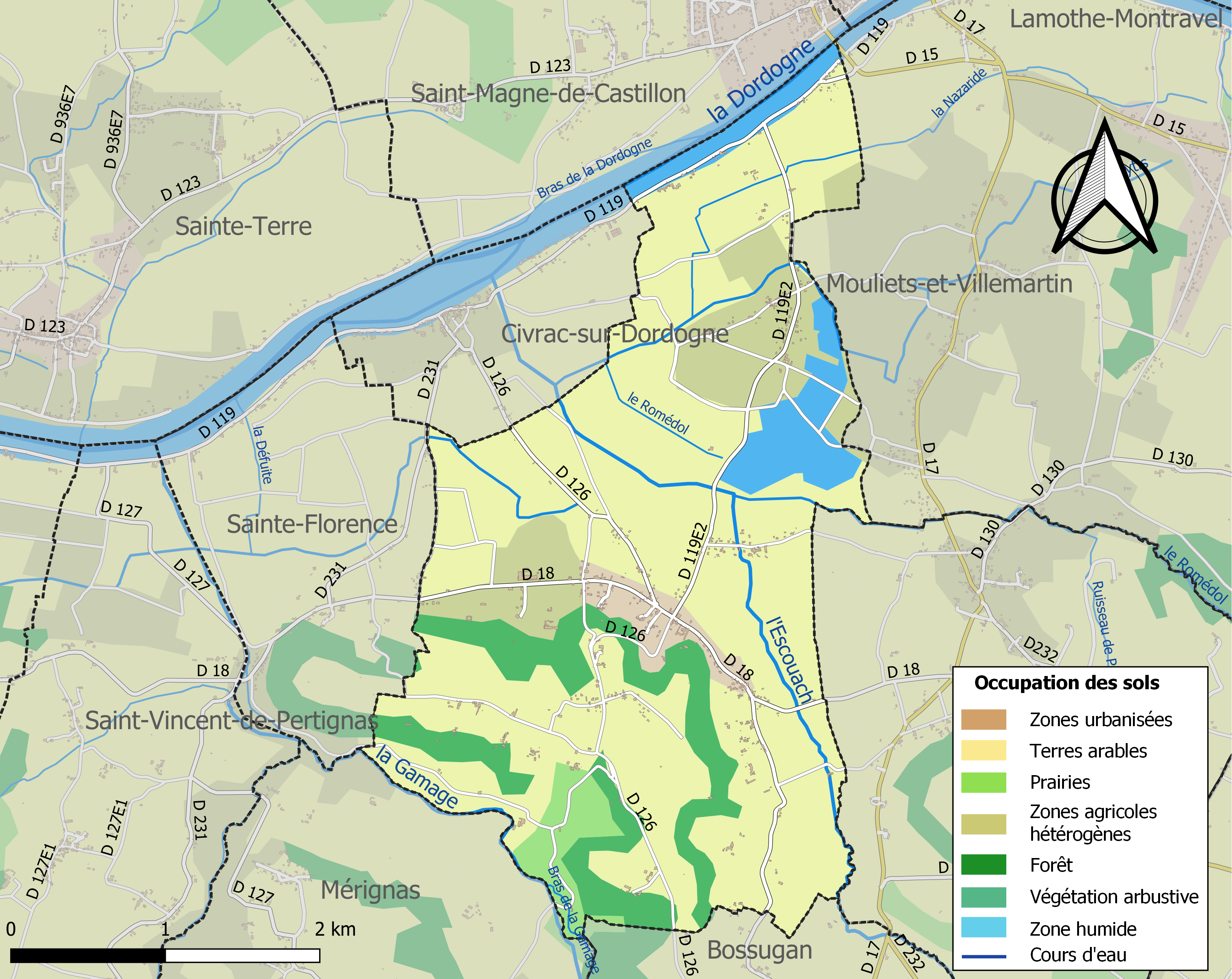
Carte des infrastructures et de l'occupation des sols de la commune en 2018 (CLC).

L'occupation des sols de la commune, telle qu'elle ressort de la base de données européenne d’occupation biophysique des sols Corine Land Cover (CLC), est marquée par l'importance des territoires agricoles (80,5 % en 2018), en diminution par rapport à 1990 (87,5 %). La répartition détaillée en 2018 est la suivante : 
cultures permanentes (41,4 %), terres arables (24,4 %), zones agricoles hétérogènes (11,6 %), forêts (10,3 %), eaux continentales (6,4 %), prairies (3,1 %), zones urbanisées (2,9 %). L'évolution de l’occupation des sols de la commune et de ses infrastructures peut être observée sur les différentes représentations cartographiques du territoire : la carte de Cassini (XVIIIe siècle), la carte d'état-major (1820-1866) et les cartes ou photos aériennes de l'IGN pour la période actuelle (1950 à aujourd'hui).

### Risques majeurs
Le territoire de la commune de Saint-Pey-de-Castets est vulnérable à différents aléas naturels : météorologiques (tempête, orage, neige, grand froid, canicule ou sécheresse), inondations, mouvements de terrains et séisme (sismicité très faible). Il est également exposé à un risque technologique, la rupture d'un barrage. Un site publié par le BRGM permet d'évaluer simplement et rapidement les risques d'un bien localisé soit par son adresse soit par le numéro de sa parcelle.

#### Risques naturels
Certaines parties du territoire communal sont susceptibles d’être affectées par le risque d’inondation par débordement de cours d'eau, notamment la Dordogne, l'Escouach et la Gamage. La commune a été reconnue en état de catastrophe naturelle au titre des dommages causés par les inondations et coulées de boue survenues en 1982, 1983, 1993, 1999, 2005, 2008 et 2009,.
Les mouvements de terrains susceptibles de se produire sur la commune sont des affaissements et effondrements liés aux cavités souterraines (hors mines), des éboulements, chutes de pierres et de blocs et des tassements différentiels. Par ailleurs, afin de mieux appréhender le risque d’affaissement de terrain, un inventaire national permet de localiser les éventuelles cavités souterraines sur la commune.

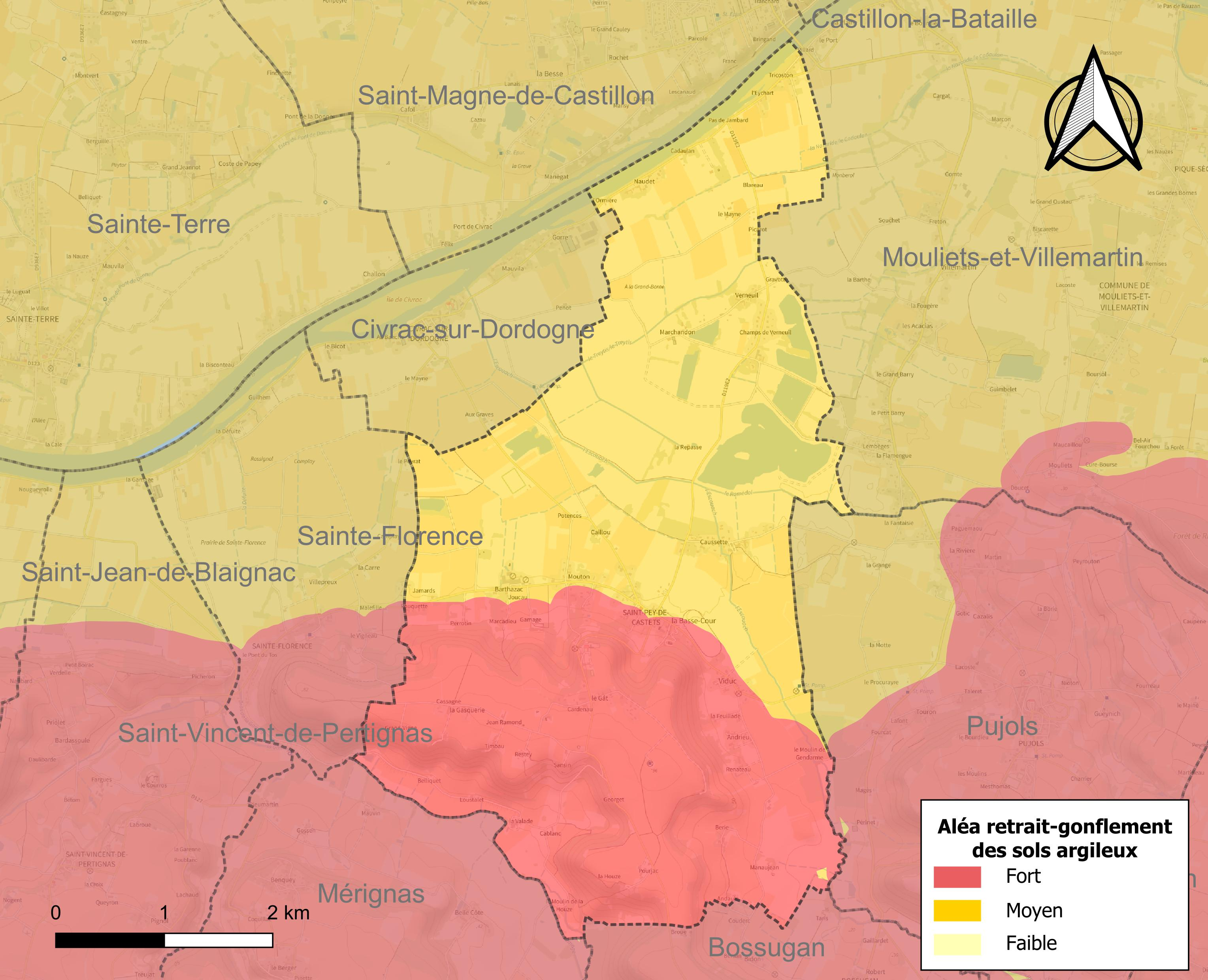
Carte des zones d'aléa retrait-gonflement des sols argileux de Saint-Pey-de-Castets.

Le retrait-gonflement des sols argileux est susceptible d'engendrer des dommages importants aux bâtiments en cas d’alternance de périodes de sécheresse et de pluie. La totalité de la commune est en aléa moyen ou fort (67,4 % au niveau départemental et 48,5 % au niveau national). Sur les 315 bâtiments dénombrés sur la commune en 2019, 315 sont en aléa moyen ou fort, soit 100 %, à comparer aux 84 % au niveau départemental et 54 % au niveau national. Une cartographie de l'exposition du territoire national au retrait gonflement des sols argileux est disponible sur le site du BRGM,.
Concernant les mouvements de terrains, la commune a été reconnue en état de catastrophe naturelle au titre des dommages causés par la sécheresse en 1989, 1993 et 2003 et par des mouvements de terrain en 1999.

#### Risques technologiques
La commune est en outre située en aval du  barrage de Bort-les-Orgues, un ouvrage sur la Dordogne de classe A soumis à PPI, disposant d'une retenue de 477 millions de mètres cubes. À ce titre elle est susceptible d’être touchée par l’onde de submersion consécutive à la rupture de cet ouvrage.

## Toponymie
La commune tient son nom du saint patron de la paroisse, l'apôtre Pierre qui se dit Pey en gascon.

Castets vient du mot latin castellum qui définit un « lieu fortifié ».
En gascon, le nom de la commune est Sent Pèir de Castèths.

## Histoire

### Protohistoire
Le lieu-dit  « Les Grandes Vignes » a livré un site du premier âge du fer. Probablement sis sur un éperon barré, la variété de la céramique et la présence d'ossements d'animaux consommés, mélangés aux cendres, indique qu'il s'agit d'un habitat, plus rare que les sépultures.

### XVIIIesiècle
À la Révolution, la paroisse de Saint-Pey-de-Castets forme la commune de Saint-Pey-de-Castets.

## Politique et administration
| Période                                  | Période   | Identité               | Étiquette   | Qualité |
| ---------------------------------------- | --------- | ---------------------- | ----------- | --- |
| maire en 1840                            | ?         | M. Ducarpe-Bonnetan    |             | Notaire, conseiller d'arrondissement                                                                                              |
| 1949                                     | mars 1971 | Jacques Boyer-Andrivet | RI, UDF, PR | Maire de Castillon-la-Bataille (1971-1977), conseiller général (1970-1990), député (1966-1968), sénateur (1971-1980 et 1987-1989) |
|                                          |           | …                      |             | |
| mars 2001                                | mars 2008 | Michel Bordier         | PS          | |
| mars 2008                                | En cours  | Liliane Poivert        | UMP         | Conseillère départementale (2015-)                                                                                                |
| Les données manquantes sont à compléter. |           |                        |             | |

## Démographie
Ses habitants sont appelés les Saint-Peyais.
| 1793  | 1800 | 1806 | 1821 | 1831 | 1836 | 1841 | 1846 | 1851 |
| ----- | ---- | ---- | ---- | ---- | ---- | ---- | ---- | ---- |
| 1 005 | 920  | 985  | 882  | 913  | 922  | 837  | 845  | 876  |

| 1856 | 1861 | 1866 | 1872 | 1876 | 1881 | 1886 | 1891 | 1896 |
| ---- | ---- | ---- | ---- | ---- | ---- | ---- | ---- | ---- |
| 852  | 848  | 835  | 144  | 744  | 699  | 704  | 701  | 751  |

| 1901 | 1906 | 1911 | 1921 | 1926 | 1931 | 1936 | 1946 | 1954 |
| ---- | ---- | ---- | ---- | ---- | ---- | ---- | ---- | ---- |
| 764  | 724  | 712  | 606  | 637  | 598  | 587  | 584  | 603  |

| 1962 | 1968 | 1975 | 1982 | 1990 | 1999 | 2005 | 2006 | 2010 |
| ---- | ---- | ---- | ---- | ---- | ---- | ---- | ---- | ---- |
| 519  | 484  | 457  | 520  | 597  | 617  | 607  | 608  | 634  |

| 2015 | 2020 | 2022 | - | - | - | - | - | - |
| ---- | ---- | ---- | - | - | - | - | - | - |
| 627  | 603  | 595  | - | - | - | - | - | - |

## Lieux et monuments
L'église Saint-Pierre, d'origine romane (XIe siècle) a été en grande partie rebâtie au XIVe siècle en style gothique puis aménagée vers la fin du XVe siècle ou le début du XVIe ; elle est surmontée d'un faux clocher-mur, celui-ci étant en réalité une tour où sont abritées les cloches ; l'édifice est inscrit, avec les vestiges d'un ancien prieuré attenant, au titre des monuments historiques depuis 1999.